# Carlos Fernández Carranza
Carlos Fernández Carranza (* 20. Jahrhundert) ist ein ehemaliger uruguayischer Fußballspieler.

## Verein
Fernández Carranza gehörte mindestens in den Jahren 1957, 1958, 1961 und 1962 dem Kader Peñarols in der Primera División an, das in jenen Jahren von den Trainern Gerardo Spósito, Hugo Bagnulo, Roberto Scarone und Bela Guttman betreut wurde. 1958, 1961 und 1962 gewann er mit den Aurinegros drei Landesmeistertitel. 1961 sicherte er sich mit seinem Verein die Trophäe in der seinerzeit noch als Copa Campeones de América bezeichneten Copa Libertadores. Fernández Carranza kam dabei allerdings nicht zum Einsatz. Als weiterer Titelgewinn des Jahres 1961 ist zudem der Sieg im Weltpokal verzeichnet. Ein Mitwirken Fernández Carranzas in den Hin-, Rück- und Entscheidungsspiel gegen Benfica Lissabon fand aber ebenfalls nicht statt. 1962 stand für Peñarol erneut die Teilnahme an den Finalspielen der Copa Campeones de América an, in denen der uruguayische Klub dieses Mal jedoch dem brasilianischen Vertreter FC Santos letztlich die Trophäe überlassen musste. Fernández Carranza bestritt im Laufe des Wettbewerbs ebenso die zweite Halbfinalpartie gegen Nacional, als er nach 43 Minuten Ángel Rubén Cabrera ersetzte, wie auch das zweite, mit einem 3:2-Auswärtssieg endende Finale.

## Nationalmannschaft
Fernández Carranza nahm mit der Juniorennationalelf Uruguays an der Junioren-Südamerikameisterschaft 1958 teil und holte mit diesem Team den Titel. Im Verlaufe des Turniers wurde er von Trainer Juan Aguilar fünfmal (drei Tore) eingesetzt.

## Erfolge
- Junioren-Südamerikameister 1958
- Weltpokal 1961
- Copa Libertadores 1961
- 3× Uruguayischer Meister 1958, 1961, 1962